# Matthiola caspica
Matthiola caspica är en korsblommig växtart som först beskrevs av Nikolaj Adolfovitj Busj, och fick sitt nu gällande namn av Aleksandr Alfonsovitj Grossgejm. Matthiola caspica ingår i släktet lövkojor, och familjen korsblommiga växter. Inga underarter finns listade i Catalogue of Life.